# Alain Doom
 (décembre 2020).
La mise en forme du texte ne suit pas les recommandations de Wikipédia : il faut le « wikifier ».
Les points d'amélioration suivants sont les cas les plus fréquents :
- Les titres sont pré-formatés par le logiciel. Ils ne sont ni en capitales, ni en gras.
- Le texte ne doit pas être écrit en capitales (les noms de famille non plus), ni en gras, ni en italique, ni en « petit »…
- Le gras n'est utilisé que pour surligner le titre de l'article dans l'introduction, une seule fois.
- L'italique est rarement utilisé : mots en langue étrangère, titres d'œuvres, noms de bateaux, etc.
- Les citations ne sont pas en italique mais en corps de texte normal. Elles sont entourées par des guillemets français : « et ».
- Les listes à puces sont à éviter, des paragraphes rédigés étant largement préférés. Les tableaux sont à réserver à la présentation de données structurées (résultats, etc.).
- Les appels de note de bas de page (petits chiffres en exposant, introduits par l'outil «  Source ») sont à placer entre la fin de phrase et le point final[comme ça].
- Les liens internes (vers d'autres articles de Wikipédia) sont à choisir avec parcimonie. Créez des liens vers des articles approfondissant le sujet. Les termes génériques sans rapport avec le sujet sont à éviter, ainsi que les répétitions de liens vers un même terme.
- Les liens externes sont à placer uniquement dans une section « Liens externes », à la fin de l'article. Ces liens sont à choisir avec parcimonie suivant les règles définies. Si un lien sert de source à l'article, son insertion dans le texte est à faire par les notes de bas de page.
- La présentation des références doit suivre les conventions bibliographiques. Il est recommandé d'utiliser les modèles {{Ouvrage}}, {{Chapitre}}, {{Article}}, {{Lien web}} et/ou {{Bibliographie}}. Le mode d'édition visuel peut mettre en forme automatiquement les références.
- Insérer une infobox (cadre d'informations à droite) n'est pas obligatoire pour parachever la mise en page.

Pour une aide détaillée, merci de consulter Aide:Wikification.
Si vous pensez que ces points ont été résolus, vous pouvez retirer ce bandeau et améliorer la mise en forme d'un autre article.
Pour les articles homonymes, voir Doom (homonymie).
Alain Doom est un comédien et auteur dramatique franco-canadien, qui fut professeur titulaire et directeur du Programme de théâtre de l’Université Laurentienne de Sudbury. Sa première pièce, Un neurinome sur une balançoire, lui a valu le Prix Émergence de l’AAOF,. Avant d'être reconnu pour son écriture dramatique, il a joué dans Frères d'hiver de Michel Ouellette au théâtre La Catapulte, dans L'École des femmes de Molière au Théâtre français de Toronto, et dans Du pépin à la fissure de Patrice Desbiens au Théâtre du Nouvel-Ontario.

## Biographie

### Parcours professionnel

#### Carrière universitaire
En 1998, Alain Doom commence sa carrière universitaire en tant que professeur auxiliaire au Département d’art dramatique à l'Université de Moncton. En 2000, il devient chargé de cours au programme en Arts d’expression de l'Université Laurentienne (2000-2001, 2004-2005). De 2006 à 2021, Doom a été professeur titulaire et directeur du programme de théâtre de l’Université Laurentienne et, en 2014, il est nommé professeur auxiliaire au sein  de la faculté des études supérieures et postdoctorales à l'Université d'Ottawa.

#### Autres activités professionnelles
En 1997, Alain Doom occupe le poste d'adjoint à la direction artistique au théâtre l’Escaouette de Moncton, au Nouveau-Brunswick. En parallèle, en 1998 il devient parolieret metteur en scène de tournée de la chanteuse acadienne Janine Boudreau. En l’an 2000, il cesse ces deux professions pour devenir Directeur Général de l'Association des théâtres francophones du Canada (ATFC) jusqu’en 2005. Par la suite, il sera animateur et critique littéraire de l’émission radiophonique Le Prix des lecteurs de Radio-Canada pendant deux ans. Il se consacre ensuite entièrement à sa carrière universitaire et à la création d'œuvres littéraires et théâtrales.

#### Engagement communautaire
En 2009 et 2010, il est membre du Comité de rédaction de la revue Liaison,, et de 2009 à 2011, il est membre du Conseil d'administration de Théâtre Action.

#### Réalisation artistique professionnelles
- 1996 : Metteur en scène du spectacle Poésie sans frontière au théâtre l'Escaouette de Moncton
- 1997 : Metteur en scène de la pièce Aliénor de Herménégilde Chiasson ; création au théâtre de l’Escaouette et reprise au Monument Lefebvre de Memramcook.
- 1999 : Metteur en scène du spectacle Poèmes aux quatre vents, production du Centre national des Arts dans le cadre des Quinze jours de la dramaturgie des régions à Ottawa[20].
- 2000 : Metteur en scène du spectacle Le Cahier jaune de Michel Vallières[21], créé au théâtre la Grand-Voile de Shediac (Nouveau-Brunswick) et présenté à la Galerie du Nouvel-Ontario de Sudbury, au Salon du livre de Hearst et à La Nouvelle Scène d’Ottawa.
- 2000-2005 : Comédien dans Du Pépin à la Fissure[22] du Théâtre du Nouvel-Ontario, mise en scène d’André Perrier.
- 2004 : Rôle de Régis Magnan dans le téléroman FranCœur, les Productions R. Charbonneau et TFO.
- 2006 : Metteur en scène du spectacle littéraire Grand ciel bleu par ici dans le cadre du Festival international de la littérature de Montréal (FIL)[23].
- 2006-2007 : Comédien dans le Parcours littéraire, mise en scène de Miriam Cusson[24], dans le cadre du deuxième Salon du livre du Grand Sudbury.
- 2010 : Metteur en scène d’un spectacle littéraire au Salon du livre du Grand Sudbury.
- 2011 : Comédien dans L’École des femmes de Molières (Arnolphe), mise en scène de Diana Leblanc au Théâtre français de Toronto[25].
- 2011 : Comédien dans Frères d’hivers de Michel Ouellette au Théâtre la Catapulte[26], en collaboration avec la Chaire de recherche en francophonie canadienne (pratiques culturelles), mise en scène de Joël Beddows.
- 2012 : Comédien dans Le Corbeau de Edgar Allan Poe des Productions Roches Brulées, mise en scène de Miriam Cusson.
- 2015 : Bateau-livre de Ottawa/Gatineau[27] : lecture d’un texte en chantier : À force d’attendre.
- 2015 : Théâtre français de Toronto : Un neurinome sur une balançoire (2015) du Théâtre du Nouvel-Ontario, mise en scène de Joël Beddows[28]
- 2015 : Théâtre du Nouvel-Ontario de Sudbury : Un neurinome sur une balançoire (2015) du Théâtre du Nouvel-Ontario, mise en scène de Joël Beddows
- 2015 : Théâtre La Licorne de Montréal : Un neurinome sur une balançoire (2015) du Théâtre du Nouvel-Ontario, mise en scène de Joël Beddows[29]
- 2015 : Zones Théâtrales 2015 : Un neurinome sur une balançoire (2015) du Théâtre du Nouvel-Ontario, mise en scène de Joël Beddows
- 2017 : Alliance française de Toronto : auteur et mise en lecture de Un quai entre deux mondes (2017)
- 2017 : Festival Zones théâtrales 2017: auteur et mise en lecture d’Un quai entre deux mondes (2017)
- 2017-2018 : Auteur en résidence au Théâtre français de Toronto.
- 2018-2019 : Auteur de la Websérie Neurinome adaptée, réalisée et produite par Marie- Claude Dicaire et Jean-François Dubé (Studio 7 Multimédia et TV5 Unis)[30]
- 2019-2020 : Performance virtuelle extraite des Illuminations de Rimbaud pour Théâtre on call[31]
- 2020-2021 : Lecture publique d’Un quai entre deux mondes par le Festival Quatre Chemins de Haïti[32]

## Œuvres publiées
- Le Club des Éphémères, éditions Prise de parole, 2020[33].
- Un quai entre deux mondes, éditions Prise de parole, 2018[34]
- Un neurinome sur une balançoire, éditions Prise de parole, 2015[35]

## Thématique et esthétique

### Un neurinome sur une balançoire
Un neurinome sur une balançoire est la première pièce de théâtre publiée par Alain Doom. La pièce est autofictive et raconte la vie d’Alain, le personnage principal, lorsqu’il lutte contre un tumeur. La pièce est un monologue polyphonique, ce qui signifie qu’un seul acteur joue tous les personnages de la pièce. Cela contribue à créer un sentiment de connivence entre le public et le personnage, ce qui facilite l’exploration des thèmes intimes, comme l’enfance, le découvert de soi et la maladie. La pièce présente un voyage à l'intérieur, alors que le narrateur navigue avec aisance entre trois moments critiques de sa vie : son enfance, son arrivée au Canada et le neurofibrome. Ces trois moments de sa vie sont liés par le thème commun du jardin et l’importance de la poésie. La pièce est fortement poétique, ce qui permet aux émotions du narrateur de circuler à travers ses mots, et donne l’impression qu’il se dévoile public, de la même manière, que son ami poète - allusion claire au poète Robert Dickson - qui lui a donné son cœur symbolique, c’est-à-dire l’amitié. En outre, dans sa quête de guérison, le personnage nous montre l’importance de l’art, la puissance de la poésie et la nécessité de pouvoir compter sur autrui. Bien que la pièce aborde un sujet plutôt triste et lourd comme le cancer, l’humour est toujours présent et sert de guide à l’espoir, qui finit par être le vainqueur de la pièce.

### Le Club des éphémères
Le Club des Éphémères est une pièce de théâtre qui se déroule dans une maison de retraite de la région du Nissiping. On y rencontre cinq femmes qui portent les mêmes prénoms que les quintuplés Dionne et qui sont passionnées par l’histoire des jumelles. Elles participent à une entrevue pour un documentaire portant sur les éphémères. Alain Doom s’est inspiré de la légende des jumelles Dionnes pour écrire sa pièce, en se tournant davantage vers la perception collective de l’histoire des jumelles plutôt que vers les faits historiques. Les voix du nord sont une partie importante de l'œuvre puisqu’il a essayé de donner une identité linguistique et un parler ancré dans le territoire à ces cinq personnages

## Prix
- 2001 : Prix Théâtre LeDroit pour Du Pépin à la Fissure[41]
- 2001 : Masque de la production franco-canadienne pour Du Pépin à la Fissure[42]
- 2012 : Prix Rideau du Meilleur spectacle de l’année 2011 pour Frères d’hiver[43]
- 2016 : Lauréat du Prix Émergence de l'AAOF pour Un neurinome sur une balançoire[44]
- 2016 : Finaliste du Prix Trillium pour Un neurinome sur une balançoire[45]
- 2019 : Finaliste du Prix Trillium pour Un quai entre deux mondes[46]
- 2020 : Lauréat du Prix d'excellence en Recherche de l'Université Laurentienne[13]